# Rivière du Petit Rocher
La rivière du Petit-Rocher est tributaire de la rive gauche de la rivière Saint-Maurice, coulant dans le territoire de La Tuque, en Mauricie, au Québec, au Canada.

## Géographie
Cette rivière qui a un parcours parfois serpentin, prend sa source au lac de la Tête (longueur : 0,9 km ; altitude : 540 m). Le principal plan d'eau alimentant le cours de la rivière est le lac Rinfret (qui se déverse dans le lac Lagacé) et le lac Parent. La rivière descend alors vers l'ouest, puis vers le sud en traversant une série de lacs. Autour du lac Parent le sommet de plusieurs montagnes environnantes excède 600 m. De là, la rivière coule irrégulièrement vers l'ouest en longeant un chemin forestier. Puis la rivière bifurque vers le sud, pour aller se déverser dans la rivière Saint-Maurice qui forme un élargissement important à cet endroit. L'embouchure de la rivière du Petit-Rocher est situé à :
- 11 km en ligne directe (ou 14,7 km en suivant le parcours de la rivière Saint-Maurice) en aval de celle de la rivière Wabano ;
- 750 m en aval des rapides Védier dont l'altitude est de 377 m[3].

## Affluents
La rivière du Petit-Rocher (La Tuque) comporte deux affluents significatifs sur sa rive droite :
- ruisseau Homont (désigné autrefois rivière Petit Rocher Nord) qui reçoit ses eaux notamment des lac Chastenay et Lac Rond. L'embouchure du ruisseau Homont est situé à 3,3 km en ligne directe (ou 4,1 km en suivant le parcours de la rivière) à l'est de l'embouchure du ruisseau Migny ;
- ruisseau Migny (désigné autrefois rivière Petit Rocher Nord-Ouest) qui reçoit les eaux de plusieurs lacs situés plus au nord, notamment les lacs Trèfle, Martyre, Fouet, lac à l'Île et Brochet. L'embouchure du ruisseau Migny est situé à 5,75 km en ligne directe (ou 18,75 km en suivant le parcours de la rivière) de l'embouchure de la rivière Petit-Rocher (La Tuque).

## Toponymie
Le toponyme Rivière du Petit-Rocher a été inscrit le 5 décembre 1968 à la Banque des noms de lieux de la Commission de toponymie.